# Neoparachorista clarkae
Neoparachorista clarkae  (лат.) — ископаемый вид скорпионниц рода Neoparachorista из семейства Parachoristidae (Triassochoristidae). Обнаружен в нижнемеловых отложениях Австралии (штат Виктория, Koonwarra, аптский ярус, около 120 млн лет). Длина переднего крыла 8,5 мм, ширина 2 мм. Длина тела 9 мм.
Вид Neoparachorista clarkae был впервые описан по отпечаткам в 1986 году вместе с Choristopanorpa drinnani, Cretacoformica explicata, Prochoristella leongatha, Tarwinia australis, Atherimorpha festuca, Cretacochorista parva, Duncanovelia extensa, Edgariekia una, Eoichneumon duncanae, Westratia nana (Praeaulacidae). Включён в состав рода Neoparachorista Riek 1955 (из подсемейства Neorthophlebiinae Handlirsch 1920) вместе с видом Neoparachorista splendida. Сестринские таксоны скорпионниц: Neoparachorista, Ctenophlebia, Haplobittacus, Neorthophlebopsis, Parabittacus, Pleobittacus, Protobittacus.